# Legió XXX Ulpia Victrix

Mapa de l'Imperi Romà sota l'emperador Hadrià, mostrant la Legió XXX Ulpia Victrix estacionada al riu Rin, a Castra Vetera (Xanten, Alemanya), a la província de Germània Inferior.

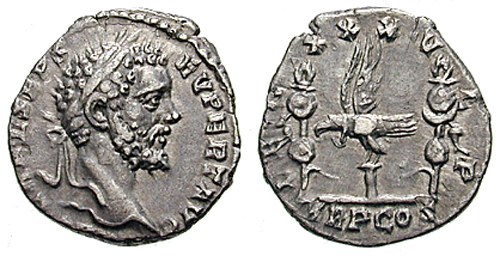
XXX Ulpia Victrix va donar suport al comandant de Pannònia, Septimi Sever, en la seva lluita pel tron imperial. Aquest denari va ser encunyat el 193 en honor de la legió.

La Legió trigèsima Ulpia Victrix va ser una legió romana creada per l'emperador Trajà l'any 100 per combatre en les Guerres dàcies. La legió va estar activa a la frontera del Rin fins al principi del segle v. Els seus emblemes eren els déus Neptú i Júpiter juntament amb un Capricorn. El nom Ulpia prové del cognomen de Trajà (Marcus Ulpius Traianus), mentre que el distintiu «Victrix» o «victoriosa» se'l va guanyar en els camps de batalla de Dàcia.
El primer campament de la legió es va establir a la frontera del Danubi, a Dàcia. Algunes cohorts de la legió (vexillationes) van participar en les guerres de Trajà contra l'Imperi Part entre l'any 114 i el 117. Després, la legió es va traslladar a la Colonia Ulpia Traiana (modern Xanten) a la província de la Germània Inferior, on hi va tenir els seus campaments durant els següents segles. Les seves tasques principals eren la construcció del limes (zona de fortificació a la frontera) al llarg del Danubi i el manteniment de l'ordre. Després de l'any 118, la va dirigir Quint Marci Turbo, un amic personal de l'emperador Hadrià.
Durant el segle ii i principis del segle iii, diferents vexillationes de la legió van ser enviades a Pàrtia, a la Gàl·lia i fins i tot a Mauretània, ja que Germània estava relativament pacificada.
Durant la guerra civil de l'any 193, la XXX Ulpia Victrix va donar suport a Septimi Sever, que la va anomenar Pia Fidelis («fidel i lleial»). Durant el seu regnat, algunes cohorts d'aquesta legió estaven destinades a la guarnició de Lugdúnum, la capital de la Gàl·lia.
La legió tornaria a la batalla sota l'emperador Alexandre Sever l'any 235, en les campanyes contra els Sassànides. Va lluitar també contra els francs i els alamans sota Gal·liè, i també, amb aquest emperador contra els usurpadors Ingenu i Regalià.
Més tard van donar suport a la creació de l'Imperi de les Gàl·lies per Pòstum I l'any 260, però van patir una severa derrota l'ant 274 quan Aurelià va derrotar a Tètric I provocant la dissolució d'aquest regne.
La reorganització de l'exèrcit romà per part de Constantí I el Gran va comportar que les legions que guardaven les fronteres perdessin importància a favor d'unitats de cavalleria estacionats darrere dels Limites romani. La caiguda de la frontera del Rin entre els anys 408 i 410 va marcar la fi de la història de la legió.